# مارك كولينز
مارك كولينز (بالإنجليزية: Mark Collins)‏ هو لاعب كرة قدم أمريكية أمريكي، ولد في 16 يناير 1964 في سان بيرناردينو في الولايات المتحدة.

## وصلات خارجية
- مارك كولينز على موقع مرجع كرة القدم المحترفة.كوم (الإنجليزية)